# Chaetopsina acutispora
Chaetopsina acutispora är en svampart som beskrevs av Zucconi & Rambelli 1993. Chaetopsina acutispora ingår i släktet Chaetopsina och familjen Nectriaceae.   Inga underarter finns listade i Catalogue of Life.